# Así nos va (programa de televisión)
Así nos va fue un programa de televisión que se emitió en la sobremesa de La Sexta entre el 18 de febrero y el 28 de junio de 2013. El programa, presentado por Florentino Fernández y Anna Simon, fue un formato más serio que su antecesor Otra movida, dedicado a un público mucho más maduro que en Neox, aunque no abandonó el humor.

## Historia
Así nos va comenzó sus emisiones el 18 de febrero de 2013 a las 15:30 horas, y se emitió de lunes a viernes en La Sexta. El programa contó con Florentino Fernández y Anna Simon. Desde el 13 de mayo de 2013, tras una semana de descanso, el programa comenzó a emitir su segunda temporada desde las 16:15 hasta las 17:40 horas, incluyendo además algunos cambios como nuevas secciones o nuevos colaboradores. Sin embargo, debido a las bajas audiencias que cosechaba el programa en esa franja, desde el 3 de junio volvió a su horario habitual.
El 25 de junio de 2013, la cadena española La Sexta anunció que el programa terminaba el 28 de junio de 2013, sin embargo, la cadena estudió renovarlo por una próxima temporada con cambios de secciones y estructura. Finalmente, la cadena no renovó el programa por una tercera temporada.

## Formato
Así nos va es un formato en directo que acerca a los espectadores las noticias más destacadas del día sobre la política, la economía y la sociedad española desde un punto de vista humorístico e irónico. El programa cuenta con reportajes sobre la actualidad, crítica de informativos, doblajes y zapping de los mejores momentos de la televisión.

## Secciones
A continuación se detalla una lista con los siguientes espacios del programa.

### Secciones de los colaboradores
- Sección de Marta Márquez: Marta Márquez realiza reportajes y entrevistas. Se encarga de preguntar a gente de la calle cómo definiría un término con el fin de completar la "Martapedia". También realiza conexiones falsas en las que una persona de la calle se hace pasar por una persona un tanto famosa.
- El zapping de Adriana Abenia: En esta sección, Adriana Abenia nos muestra los momentos más interesantes de la televisión del día anterior.
- ¡Señora, Señora!: Sergi Mas nos trae los momentos más graciosos de la televisión, nacional o internacional.
- Sección de Raúl Gómez: Raúl sale a la calle en directo para preguntar a la gente sobre temas de actualidad.
- Doblajes: A veces Flo dobla vídeos dándole un toque humorístico.
- La mesa de los idiot@s: En esta sección, famosos como Iñaki Urrutia, Mariano Mariano, Sergio Fernández Meléndez (El Monaguillo), Arturo González-Campos o los chicos de El hormiguero 3.0 con los invitados de programa, debaten sobre temas que están de actualidad.
- Las anécdotas de José María Iñigo: Una vez a la semana, José María Íñigo cuenta sus anécdotas, vividas durante toda su carrera.
- El glamour de Carmen Lomana: Carmen Lomana da consejos para ser más glamourosos. A veces sale a la calle para hacer reportajes.
- El concurso: La "quiz cam" elige a una persona del público y le hacen una pregunta para que se lleve dinero.
- El corazón: Iñaki Urrutia nos trae las revistas del corazón para comentarlas con los presentadores.

## Equipo del programa

### Presentadores
- Florentino Fernández
- Anna Simon

### Colaboradores
- Marta Márquez
- Adriana Abenia
- Sergi Mas
- Raúl Gómez
- Markus Oberhauser como el reportero alemán Wolfgang Maier

Con menos frecuencia:
- José María Íñigo
- Carmen Lomana
- Los chicos de La Parroquia del Monaguillo
  - Arturo González-Campos
  - El Monaguillo
- Iñaki Urrutia

Anteriores:
- Juan Carlos Librado "Nene"
- Eva Cabezas

### Realización
- Juan G.Rodríguez (Realización)
- David F. Rivas (Ayudante de realización)
- Deborah López (Auxiliar de realización)
- Rodrigo García (Auxiliar de realización)

## Temporadas
| Temporada | Temporada | Episodios | Estreno               | Final               | Audiencia media | Audiencia media | Audiencia media |
| Temporada | Temporada | Episodios | Estreno               | Final               | Espectadores    | Cuota           |                 |
| --------- | --------- | --------- | --------------------- | ------------------- | --------------- | --------------- | --------------- |
|           | 1         | 54        | 18 de febrero de 2013 | 3 de mayo de 2013   | 624 000         | 4,5%            |                 |
|           | 2         | 35        | 13 de mayo de 2013    | 28 de junio de 2013 | 402 000         | 3,1%            |                 |
| Total     | Total     | 89        | 2013                  | 2013                | 513 000         | 3,8%            |                 |

### Primera temporada (2013)
| Programas emitidos | Programas emitidos    | Programas emitidos | Programas emitidos | Programas emitidos |
| N.º                | Fecha de emisión      | Espectadores       | Share              |                    |
| ------------------ | --------------------- | ------------------ | ------------------ | ------------------ |
| 1                  | 18 de febrero de 2013 | 993.000            | 6,8%               |                    |
| 2                  | 19 de febrero de 2013 | 959.000            | 6,5%               |                    |
| 3                  | 20 de febrero de 2013 | 665.000            | 4,9%               |                    |
| 4                  | 21 de febrero de 2013 | 786.000            | 5,5%               |                    |
| 5                  | 22 de febrero de 2013 | 767.000            | 5,1%               |                    |
| 6                  | 25 de febrero de 2013 | 808.000            | 5,5%               |                    |
| 7                  | 26 de febrero de 2013 | 745.000            | 5,2%               |                    |
| 8                  | 27 de febrero de 2013 | 727.000            | 5,1%               |                    |
| 9                  | 28 de febrero de 2013 | 772.000            | 5,2%               |                    |
| 10                 | 1 de marzo de 2013    | 774.000            | 5,4%               |                    |
| 11                 | 4 de marzo de 2013    | 711.000            | 4,7%               |                    |
| 12                 | 5 de marzo de 2013    | 762.000            | 5,1%               |                    |
| 13                 | 6 de marzo de 2013    | 699.000            | 4,9%               |                    |
| 14                 | 7 de marzo de 2013    | 638.000            | 4,5%               |                    |
| 15                 | 8 de marzo de 2013    | 644.000            | 4,6%               |                    |
| 16                 | 11 de marzo de 2013   | 643.000            | 4,5%               |                    |
| 17                 | 12 de marzo de 2013   | 608.000            | 4,2%               |                    |
| 18                 | 13 de marzo de 2013   | 587.000            | 4,1%               |                    |
| 19                 | 14 de marzo de 2013   | 628.000            | 4,6%               |                    |
| 20                 | 15 de marzo de 2013   | 622.000            | 4,6%               |                    |
| 21                 | 18 de marzo de 2013   | 559.000            | 4,1%               |                    |
| 22                 | 19 de marzo de 2013   | 742.000            | 5,6%               |                    |
| 23                 | 20 de marzo de 2013   | 691.000            | 5,3%               |                    |
| 24                 | 21 de marzo de 2013   | 623.000            | 4,7%               |                    |
| 25                 | 22 de marzo de 2013   | 624.000            | 4,5%               |                    |
| 26                 | 25 de marzo de 2013   | 578.000            | 4,1%               |                    |
| 27                 | 26 de marzo de 2013   | 668.000            | 4,7%               |                    |
| 28                 | 27 de marzo de 2013   | 561.000            | 4,2%               |                    |
| 29                 | 28 de marzo de 2013   | 590.000            | 4,7%               |                    |
| 30                 | 1 de abril de 2013    | 534.000            | 3,8%               |                    |
| 31                 | 2 de abril de 2013    | 652.000            | 4,8%               |                    |
| 32                 | 3 de abril de 2013    | 511.000            | 3,7%               |                    |
| 33                 | 4 de abril de 2013    | 638.000            | 4,5%               |                    |
| 34                 | 5 de abril de 2013    | 562.000            | 4,0%               |                    |
| 35                 | 8 de abril de 2013    | 551.000            | 4,2%               |                    |
| 36                 | 9 de abril de 2013    | 494.000            | 3,7%               |                    |
| 37                 | 10 de abril de 2013   | 550.000            | 4,1%               |                    |
| 38                 | 11 de abril de 2013   | 524.000            | 3,9%               |                    |
| 39                 | 12 de abril de 2013   | 500.000            | 3,7%               |                    |
| 40                 | 15 de abril de 2013   | 470.000            | 3,6%               |                    |
| 41                 | 16 de abril de 2013   | 499.000            | 3,8%               |                    |
| 42                 | 17 de abril de 2013   | 485.000            | 3,7%               |                    |
| 43                 | 18 de abril de 2013   | 476.000            | 3,6%               |                    |
| 44                 | 19 de abril de 2013   | 488.000            | 3,6%               |                    |
| 45                 | 22 de abril de 2013   | 517.000            | 3,9%               |                    |
| 46                 | 23 de abril de 2013   | 500.000            | 3,9%               |                    |
| 47                 | 24 de abril de 2013   | 543.000            | 4,1%               |                    |
| 48                 | 25 de abril de 2013   | 629.000            | 4,7%               |                    |
| 49                 | 26 de abril de 2013   | 655.000            | 4,7%               |                    |
| 50                 | 29 de abril de 2013   | 526.000            | 3,7%               |                    |
| 51                 | 30 de abril de 2013   | 551.000            | 4,0%               |                    |
| 52                 | 1 de mayo de 2013     | 632.000            | 4,4%               |                    |
| 53                 | 2 de mayo de 2013     | 482.000            | 3,7%               |                    |
| 54                 | 3 de mayo de 2013     | 530.000            | 4,1%               |                    |

     Récord de audiencia de la temporada.
     Mínimo de audiencia de la temporada.

### Segunda temporada (2013)
| Programas emitidos | Programas emitidos  | Programas emitidos | Programas emitidos | Programas emitidos |
| N.º                | Fecha de emisión    | Espectadores       | Share              |                    |
| ------------------ | ------------------- | ------------------ | ------------------ | ------------------ |
| 1                  | 13 de mayo de 2013  | 345.000            | 2,9%               |                    |
| 2                  | 14 de mayo de 2013  | 299.000            | 2,4%               |                    |
| 3                  | 15 de mayo de 2013  | 334.000            | 2,6%               |                    |
| 4                  | 16 de mayo de 2013  | 291.000            | 2,4%               |                    |
| 5                  | 17 de mayo de 2013  | 343.000            | 2,6%               |                    |
| 6                  | 20 de mayo de 2013  | 365.000            | 2,8%               |                    |
| 7                  | 21 de mayo de 2013  | 313.000            | 2,5%               |                    |
| 8                  | 22 de mayo de 2013  | 334.000            | 2,8%               |                    |
| 9                  | 23 de mayo de 2013  | 268.000            | 2,3%               |                    |
| 10                 | 24 de mayo de 2013  | 297.000            | 2,5%               |                    |
| 11                 | 27 de mayo de 2013  | 289.000            | 2,3%               |                    |
| 12                 | 28 de mayo de 2013  | 363.000            | 3,0%               |                    |
| 13                 | 29 de mayo de 2013  | 280.000            | 2,3%               |                    |
| 14                 | 30 de mayo de 2013  | 349.000            | 2,9%               |                    |
| 15                 | 31 de mayo de 2013  | 368.000            | 2,9%               |                    |
| 16                 | 3 de junio de 2013  | 462.000            | 3,4%               |                    |
| 17                 | 4 de junio de 2013  | 504.000            | 3,8%               |                    |
| 18                 | 5 de junio de 2013  | 385.000            | 2,9%               |                    |
| 19                 | 6 de junio de 2013  | 448.000            | 3,3%               |                    |
| 20                 | 7 de junio de 2013  | 354.000            | 2,5%               |                    |
| 21                 | 10 de junio de 2013 | 504.000            | 3,6%               |                    |
| 22                 | 11 de junio de 2013 | 449.000            | 3,3%               |                    |
| 23                 | 12 de junio de 2013 | 434.000            | 3,2%               |                    |
| 24                 | 13 de junio de 2013 | 460.000            | 3,4%               |                    |
| 25                 | 14 de junio de 2013 | 548.000            | 4,1%               |                    |
| 26                 | 17 de junio de 2013 | 518.000            | 3,6%               |                    |
| 27                 | 18 de junio de 2013 | 509.000            | 3,7%               |                    |
| 28                 | 19 de junio de 2013 | 433.000            | 3,1%               |                    |
| 29                 | 20 de junio de 2013 | 456.000            | 3,4%               |                    |
| 30                 | 21 de junio de 2013 | 478.000            | 3,5%               |                    |
| 31                 | 24 de junio de 2013 | 429.000            | 3,2%               |                    |
| 32                 | 25 de junio de 2013 | 480.000            | 3,6%               |                    |
| 33                 | 26 de junio de 2013 | 498.000            | 3,8%               |                    |
| 34                 | 27 de junio de 2013 | 453.000            | 3,6%               |                    |
| 35                 | 28 de junio de 2013 | 448.000            | 3,4%               |                    |

     Récord de audiencia de la temporada.
     Mínimo de audiencia de la temporada.